# Taylor Handley
Taylor Laurence Handley (1 juni 1984 te Santa Barbara) is een Amerikaans acteur.

## Biografie
Handley werd voor het eerst opgemerkt toen hij in 2000 in de Disney Channel Original Movie Phantom of the Megaplex te zien was. Hij brak echter door bij het tienerpubliek toen hij in het eerste seizoen van The O.C. de rol van Oliver Trask speelde. Nadat hij in 2006 in de horrorfilm The Texas Chainsaw Massacre: The Beginning een hoofdrol had, zal hij vanaf 30 mei 2007 te zien zijn in het tienerdrama Hidden Palms.
Handley had ook gastrollen in onder andere Frasier, NYPD Blue, CSI: Crime Scene Investigation en Dawson's Creek.

## Filmografie
- Bibliothèque nationale de France: cb167106889 (data)
- Gemeinsame Normdatei: 1024667324
- International Standard Name Identifier: 0000 0003 8244 5929
- Library of Congress Control Number: no2007080657
- Virtual International Authority File: 264501715
- WorldCat: E39PBJdWRmBVcrpJDKMjFtgR8C